# Sympetrum obtrusum
Sympetrum obtrusum är en trollsländeart som först beskrevs av Hagen 1867.  Sympetrum obtrusum ingår i släktet ängstrollsländor, och familjen segeltrollsländor. Inga underarter finns listade i Catalogue of Life.

## Bildgalleri

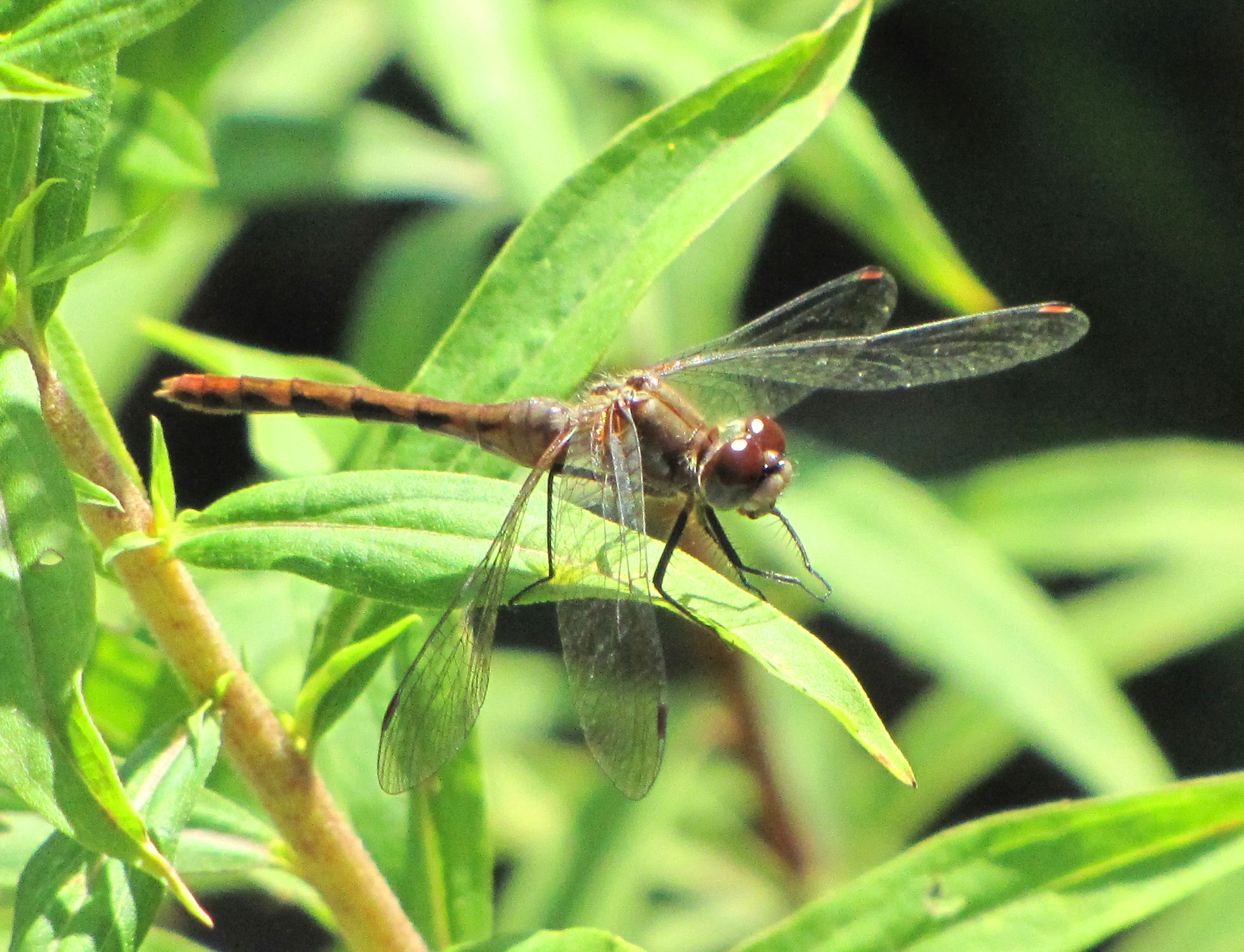
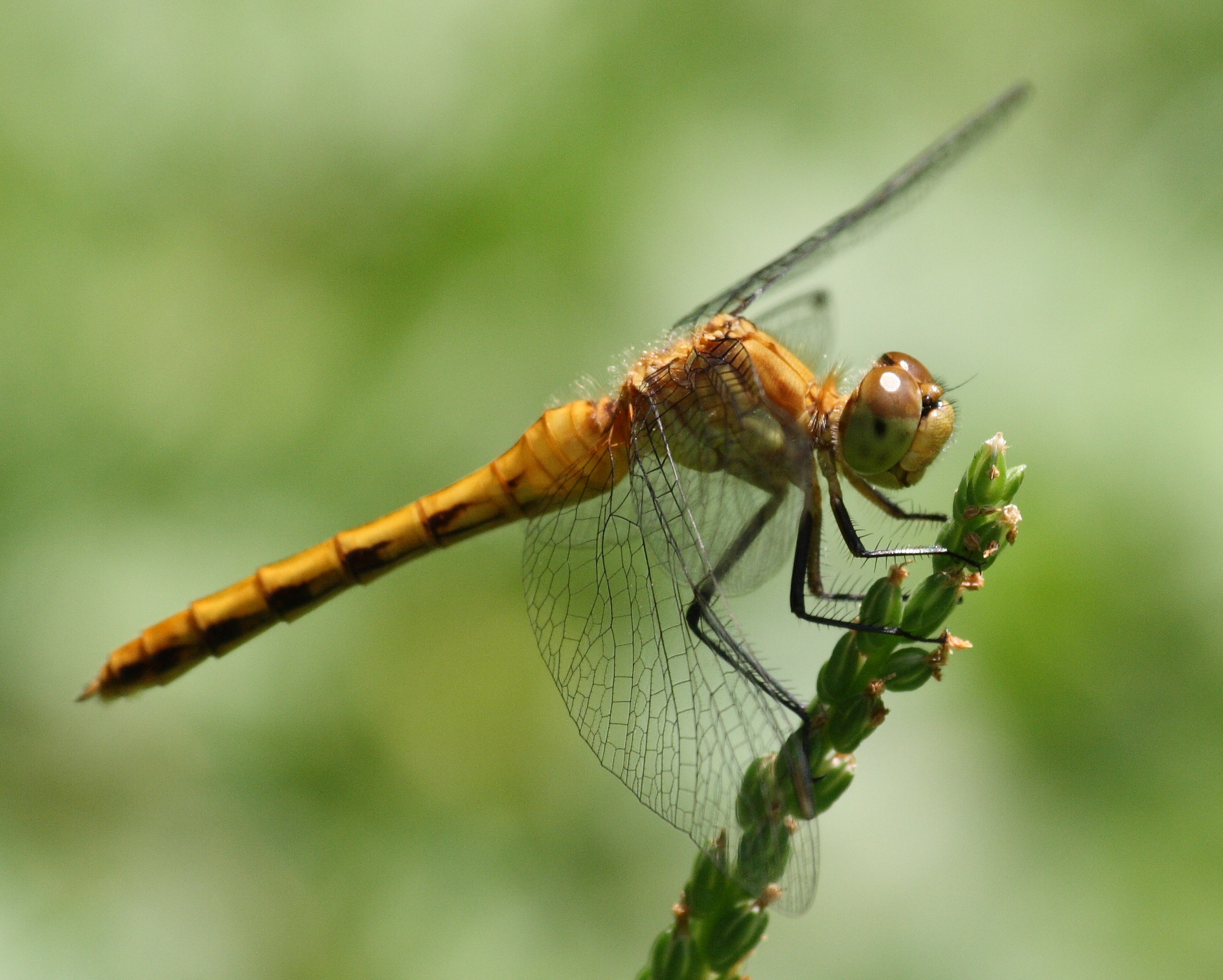
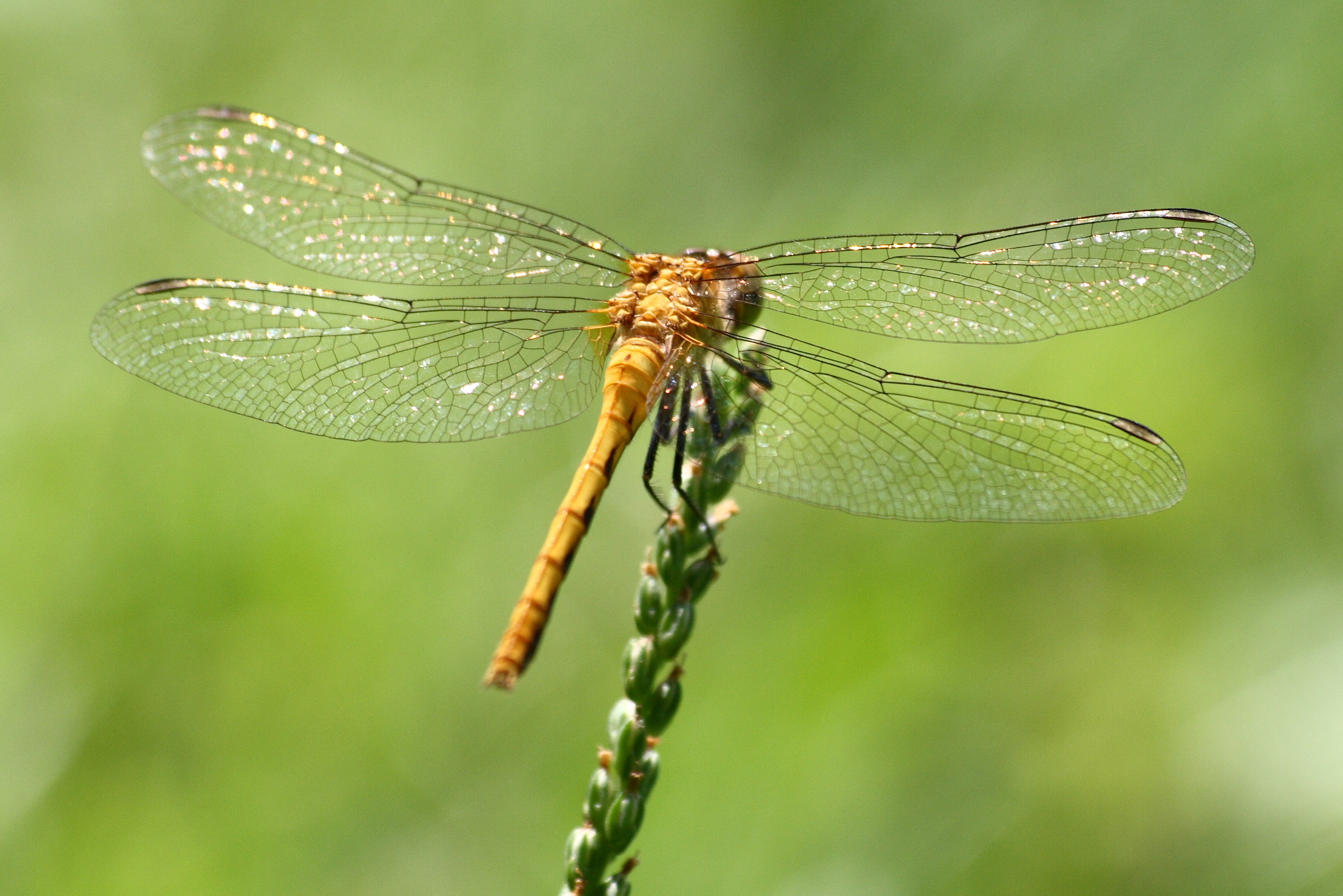
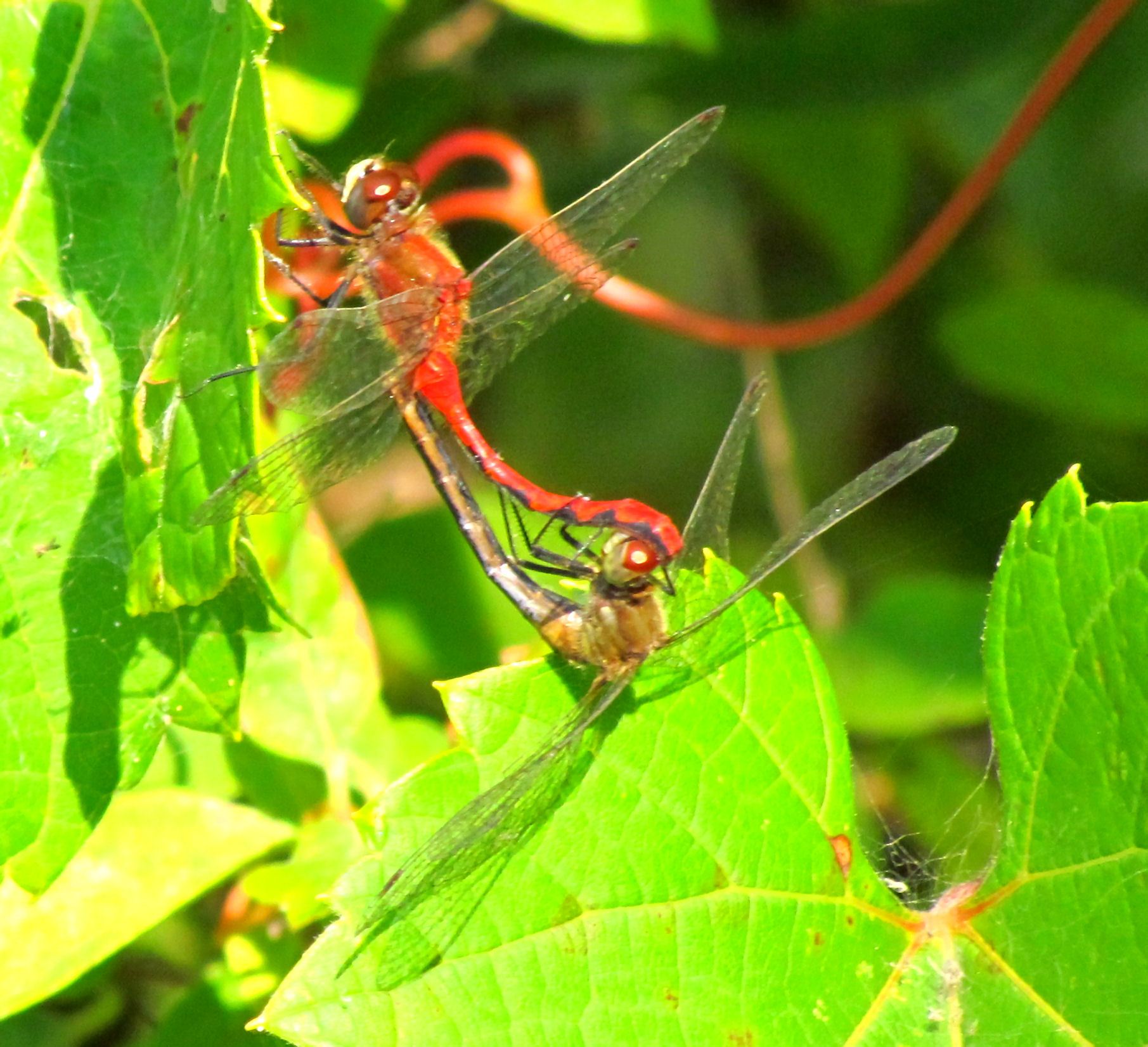
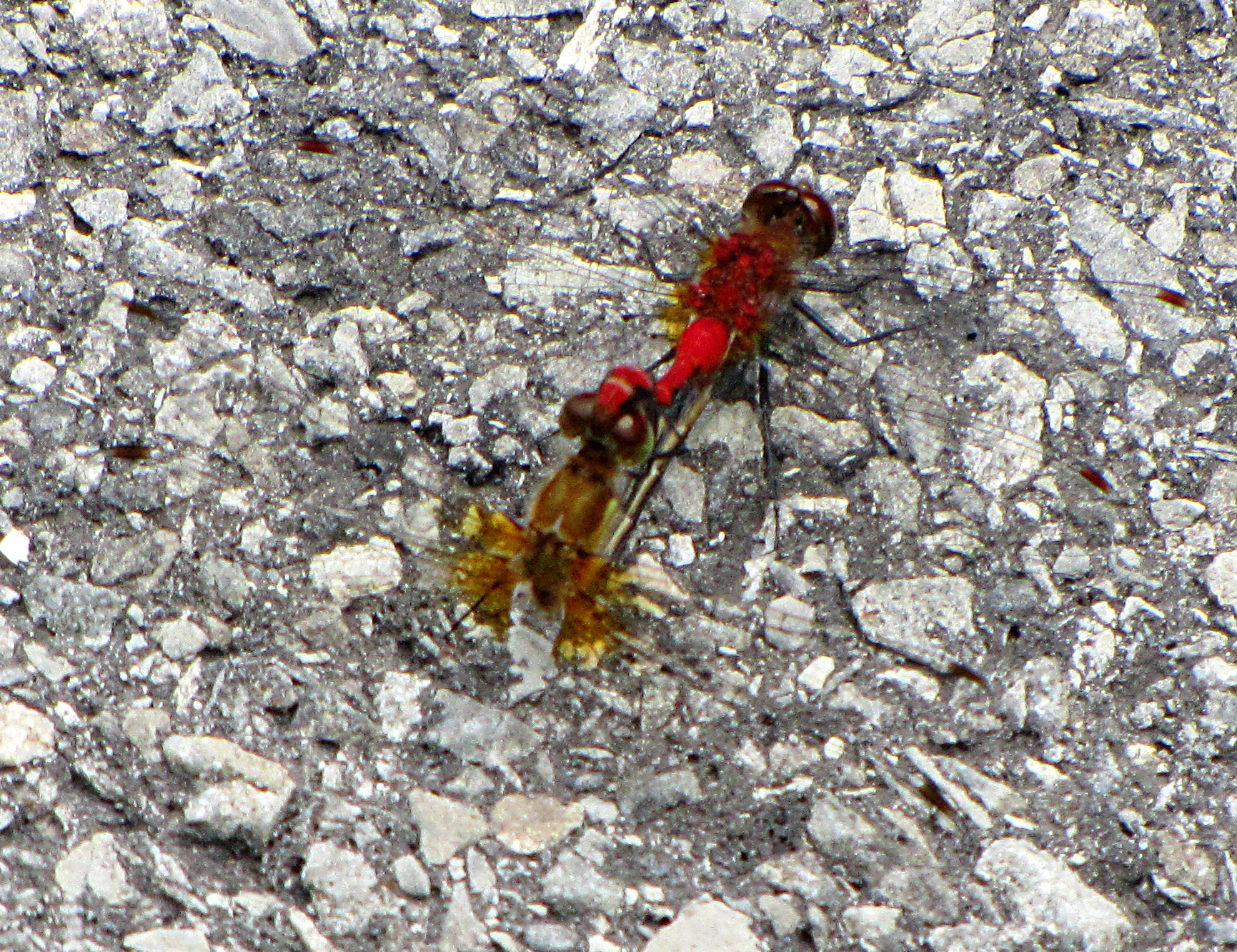